# Нимме (Казепяе)
Ни́мме (ест. Nõmme küla) — село в Естонії, у волості Казепяе повіту Йиґевамаа.

## Географія
Поруч з селом проходить європейський маршрут E264. На протилежній від Нимме стороні автошляху розташоване інше село — Метсакюла.

## Населення
Чисельність населення на 31 грудня 2011 року становила 68 осіб.